# Tanjidamani
Tanyidamani núbiai kusita uralkodó volt a meroéi korszakban, i. e. 100 körül.
Pár említése maradt fenn, leginkább figyelemreméltó köztük egy nagy sztélé Dzsebel Barkalból, ugyanis ez az első, régóta ismert szöveg, amely meroéi írással íródott. Egy kisebb, iszapkő sztéléje Apedemak meroéi templomából került elő, és ma a Walters Művészeti Múzeumban található.
Egy Dzsebel Barkalban talált bronz pecséthengeren hieroglifákkal szerepel személyneve mellett uralkodói neve is, amely azonban megegyezik személynevével: Tanjidamani. A meroéi felirat csak egy nevet említ; úgy tűnik, hogy az egyiptomi ihletésű királyi titulatúra, amely eredetileg öt névből állt, már nem volt használatos, mikor áttértek a meroéi írásra. Az egyszerűsített titulatúrában egyetlen cím szerepel, a qore (átírva kore) amelynek jelentése "király".
A meroéi piramisok között nem sikerült beazonosítani Tanjidamani sírját.

## Fordítás
- Ez a szócikk részben vagy egészben  a   Tanyidamani című angol Wikipédia-szócikk ezen változatának fordításán alapul.  Az eredeti cikk szerkesztőit annak laptörténete sorolja fel. Ez a jelzés csupán a megfogalmazás eredetét és a szerzői jogokat jelzi, nem szolgál a cikkben szereplő információk forrásmegjelöléseként.